# Уваніт
Уваніт (рос. уванит; англ. uvanite; нім. Uvanit m) — мінерал, водний уранованадат.
Названий за вмістом урану і ванадію (F.L.Hess, W.T.Schaller, 1914).

## Опис
Хімічна формула: U2V6O21•15H2O. Містить (%): UO3 — 41,22; V2O5 — 39,31; H2O — 19,47.
Сингонія ромбічна. Утворює дрібнозернисті маси, тонкокристалічні зернисті і землисті аґреґати, плівки. Дві пінакоїдальні спайності. Тв. 2,0-2,5. Колір буро-жовтий, коричневий. Блиск алмазний, перламутровий. Напівпрозорий. Розчиняється у вуглекислому амонії.

## Поширення
Зустрічається у асфальтистих пісковиках з уран-ванадієвим зруденінням. Супутні мінерали: карнотит, раувіт, х'юетит, метаторберніт, гіаліт. Знайдений в околицях Сан-Рафаеля та Темпл-Рок (штат Юта, США) і в Парадокс-Веллі (штат Колорадо, США) в асфальтитових пісковиках з карнотитом, торбернітом, ґіпсом.